# Obolus

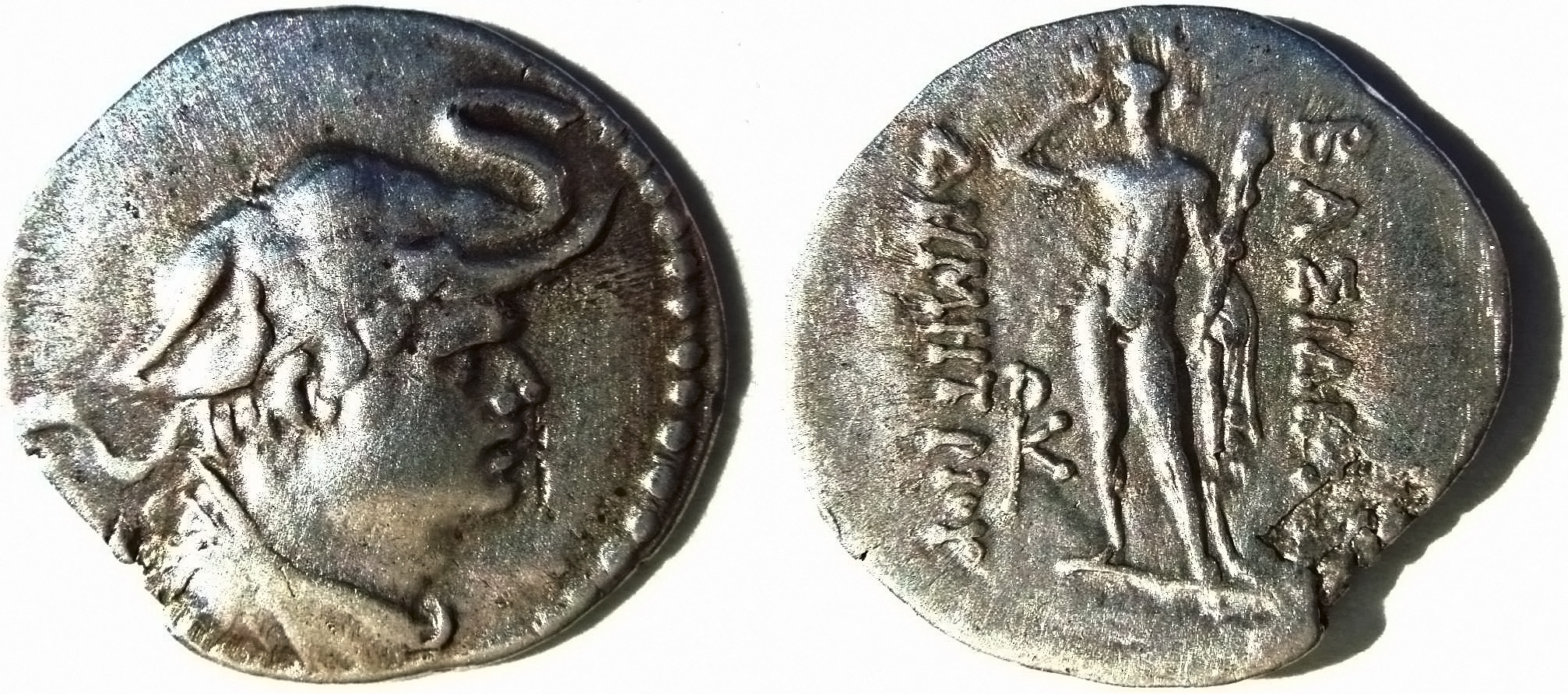
Obolus mit Porträt des Demetrius I. (Griechisch-Baktrisches Königreich)

Ein Obolus (lateinisch; von altgriechisch ὀβολός obolós, deutsch veraltet „Obol“, sonst Obolus, allgemein für kleine Münze; Plural ὀβολοί oboloi, „die Obolus“ oder „Obolusse“, fachsprachlich „Obole(n)“) war im antiken Griechenland eine Silbermünze mit dem Wert einer sechstel Drachme. Sechstausend Drachmen waren ein Talent Silber.
Zudem war der Obolus eine Gewichts- bzw. Masseneinheit (als griechisches bzw. attisches Massemaß 0,72 Gramm) und entsprach als römisches Maß einem halben Skrupel und als Apothekergewicht etwa 0,564 Gramm.

## Wortbedeutungen

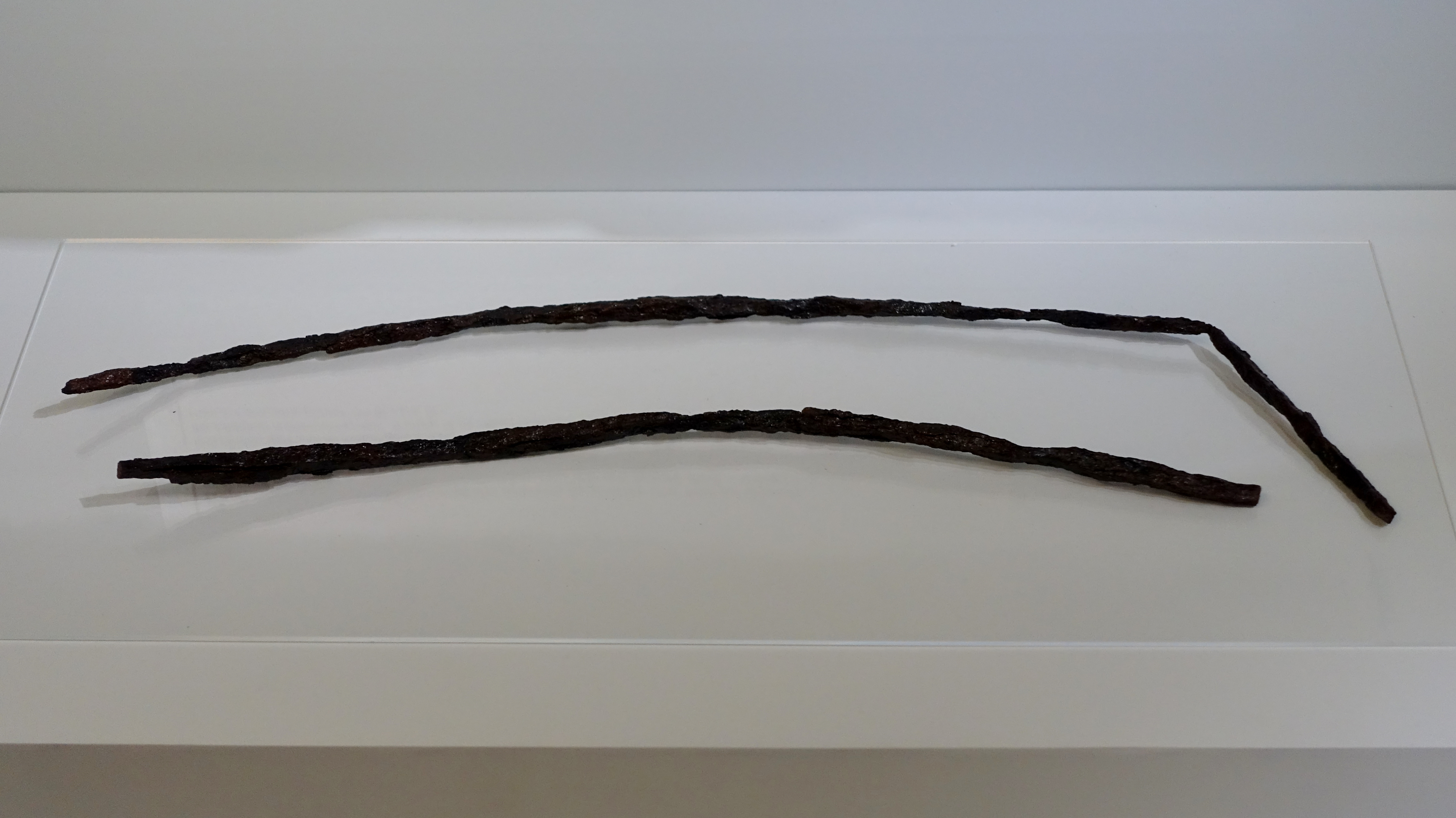
Eisen-Oboloi aus Dreros (9.–8. Jahrhundert v. Chr.)

Das Wort leitet sich ab von ὀβελός obelós „(Brat-) Spieß“.
Da Münzen anfänglich noch nicht rund und mit dem Bild geprägt wurden, sondern einfach kleine spitze Metallstückchen (Hacksilber) waren, wurden sie als „Spieße“ bezeichnet (vgl. den sprachlich verwandten Ausdruck Obelisk). Aus dem griechischen Wort obolós wurde im Lateinischen der obolus, der als Entlehnung ins Deutsche gelangte.
Verbreitet findet man im Deutschen auch die Fehlschreibung „Obulus“. 
Neben der griechischen Münze wird als Obolus im übertragenen Sinn ein kleiner Geldbetrag, eine Gebühr, Spende, ein Trinkgeld oder Bestechungsgeld bezeichnet. Der Ausdruck findet sich zum Beispiel in der Redewendung seinen Obolus leisten wieder, was so viel bedeutet wie „einen Beitrag leisten“.
Auch im Mittelalter gab es in verschiedenen Ländern Europas Kleinmünzen, die als Obolus (auch obol) bezeichnet wurden. Sie hatten den Wert eines halben Denar (Pfennig, siehe auch Sachsenpfennig – Münzfuß).
Die 1819 geprägten Münzen der Ionischen Inseln hießen ebenfalls Oboloi. Auch die seit 1869 geprägten 5- und 10-Leptamünzen trugen als zusätzliche Nominalbezeichnung die Aufschrift „Obolos“ bzw. „Diobolon“.

## Begräbnissitte
Der Begriff hat sich unter anderem deshalb bis heute erhalten, weil er in der griechischen Mythologie eine Rolle spielt. Die kleine Münze, Charonspfennig genannt, wurde in der griechischen Antike den Toten als Grabbeigabe unter die Zunge gelegt, bevor sie bestattet wurden. Sie diente als Fährgeld für den Fährmann Charon für die Überfahrt der Toten über den Fluss Styx in das Totenreich des Hades.